# Bairam Shabani
Bairam Rasim Shabani (en macedoni Бајрам Шабани) (Lípkovo, actualment a Macedònia del Nord, 14 d'octubre de 1922 - Belanovtsé, 14 d'octubre de 1941) va ser un activista per l'alliberament de Macedònia durant la Segona Guerra Mundial i heroi popular. El 10 d'octubre de 1953 va ser condecorat amb l'Ordre d'Heroi del Poble.
Va nàixer en el si d'una família rural de Lípkovo, prop de Kumànovo, a on es va traslladar més tard la seua família. Allí va treballar guardant ovelles. Bairam va quedar orfe als sis anys i va haver de treballar a una granja, en la construcció i com a ferrer. El 1939 va començar a interessar-se per les idees comunistes i el 1940 es va unir al moviment sindical. A principis de 1941 va entrar a la Lliga de la Joventut Comunista de Iugoslàvia (SKOJ) i a l'estiu va passar a formar part del Partit Comunista de Iugoslàvia.
Després de l'ocupació búlgara de gran part del territori que en l'actualitat és Macedònia del Nord, es va tornar més actiu en el moviment comunista. Es va alfabetitzar amb l'ajuda de la Joventut Comunista i els membres del partit. Va freqüentar famílies albaneses i va estendre la idea que el govern búlgar volia robar a albanesos i macedonis. Va treballar per a organitzar el Moviment d'Alliberament Nacional de Iugoslàvia. Bairam es va unir als partisans i l'11 d'octubre es va unir a l'esquadra guerrillera d'alliberament Karadatxki, el primer grup de partisans de la regió de Kumànovo. Bairam coneixia els camins de Skopska Crna Gora i es van dirigir a esta zona. A causa de les fortes pluges el grup es va refugiar en un molí i hi va passar la nit. Al matí, el molí es trobava envoltat de soldats búlgars i va començar un feroç enfrontament. Al moment en què va llançar l'última magrana va rebre un tir d'ametralladora al i va caure mort.
Va ser declarat Heroi del Poble de Iugoslàvia per decret del President de la República Federal de Iugoslàvia, Josip Broz Tito, del 10 d'octubre de 1953.